# Kringelsdorf
Kringelsdorf (Oppersorbisch: Krynhelecy) is een plaats in de Duitse gemeente Boxberg/O.L., deelstaat Saksen, en telt 394 inwoners (2007).